# Mutesa I.

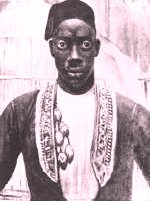
Mutesa I.

Mukaabya Mutesa I. (* um 1837 in Mulago; † 19. Oktober 1884 in Kasubi) war von Oktober 1856 bis zu seinem Tode der König (Kabaka) von Buganda im heutigen Uganda.
Er übernahm den Thron von Ssuuna II. Unter seiner Führung erreichte Buganda die Spitze seiner Macht. Zugleich aber war er der letzte Herrscher Bugandas, der noch die volle Macht im eigenen Reich hatte. Während seiner Regierungszeit nahm der Einfluss europäischer Kräfte in Buganda stark zu. Zu den allerersten Europäern, die das Reich besuchten und eine Audienz beim Kabaka hatten, gehörten John Hanning Speke und James Augustus Grant 1862. Schon bald kamen katholische und anglikanische Missionare ins Land, die die gewachsenen Machtstrukturen ins Wanken brachten. Mutesa stand diesen eher ablehnend gegenüber. Einer der Gründe, neben der Bedrohung seines Einflusses auf das eigene Reich, war zudem die Verurteilung der Polygamie durch die Missionare.
Am 5. April 1875 traf H.M. Stanley auf seiner Umschiffung des Viktoriasees auf Mtesa von Uganda, den Kabaka. Stanley hielt sich bis Ende Januar 1876 im Reich des Herrschers von Uganda auf, zu dem er ein sehr freundschaftliches Verhältnis hatte. (Henry M. Stanley: Through the dark continent, Volume 1, 1878)
Nach seinem Tode wurde der 1882 von Mutesa auf dem Kasubi-Hügel errichtete Palast zu einer Grabstätte für ihn umgewidmet, die heute als Kasubi Tombs die Gräber vierer Kabakas beherbergt und zum Weltkulturerbe gehört. Ihm auf den Thron folgte sein Sohn Mwanga II.